# Mirueña de los Infanzones
Mirueña de los Infanzones är en kommun i Spanien.   Den ligger i provinsen Provincia de Ávila och regionen Kastilien och Leon, i den centrala delen av landet, 120 km väster om huvudstaden Madrid. Antalet invånare är 122. Arean är 31 kvadratkilometer.
Terrängen i Mirueña de los Infanzones är huvudsakligen platt, men åt nordost är den kuperad.